# Pommérieux
Pommérieux – miejscowość i gmina we Francji, w regionie Grand Est, w departamencie Mozela.
Według danych na rok 1990 gminę zamieszkiwało 426 osób, a gęstość zaludnienia wynosiła 99 osób/km² (wśród 2335 gmin Lotaryngii Pommérieux plasuje się na 643. miejscu pod względem liczby ludności, natomiast pod względem powierzchni na miejscu 1073.).